# Arrou (Loir-et-Cher)
Ne doit pas être confondu avec Arrou (Eure-et-Loir), Arrout ou Arroux.
Pour l'espace vert à Blois, voir Parc de l'Arrou.
L’Arrou est un petit cours d’eau de France se situant à Blois, dans le Loir-et-Cher (Centre-Val de Loire), et est un affluent de la Loire. Naturelle mais au faible débit (voire parfois à sec), la rivière a été progressivement couverte sur l'entièreté de sa longueur depuis le XVIIe siècle.

## Parcours

### Source
L’Arrou prend formellement sa source depuis le lac de la Pinçonnière, lui-même formé de plusieurs ruisseaux issus de la forêt de Blois, entre les quartiers de la Pinçonnière et de la Quinière.

### Parcours
La rivière coule ensuite en direction du centre-ville de Blois sous le parc de l’Arrou, grand de 45 hectares.
Dès le parc de l’Arrou, le ruisseau est canalisé et enterré à environ deux mètres de profondeur jusqu’à ce que ses eaux rejoignent le fleuve,, sur un dénivelé total de près de 40 m,.
Son parcours souterrain est le suivant :
- Chemin du Val de l’Arrou,
- Avenue de l’Arrou,
- Rue Pierre de Ronsard,
- Rue de la Garenne,
- Rue du Pont-du-Gast (Carré Saint-Vincent),
- Jardin Augustin Thierry,
- L’ancienne Grande-Rue[5],
- Rue Émile Laurens,
- Place de la Résistance.

À Blois, la Grande-Rue a disparu au XVIIIe siècle après la construction du nouveau pont Jacques-Gabriel, et le percement des rues actuelles en alignement avec ce dernier. Cette rue médiévale passait alors entre le promontoire du château et l’actuelle rue Porte-Côté, avant de rejoindre la rue du Commerce.
Le ruisseau se jette ensuite dans la Loire, à quelques mètres à l’ouest du pont. La petitesse de la rivière et son débit pluvial la rendent sujette à un débit très faible en temps normal, mais cinq à dix fois plus important après de fortes pluies, dont le double torrent est largement visible au niveau du point de confluence, c’est-à-dire visible depuis le pont ou encore depuis Blois-Vienne, sur la rive d’en face.
Même si la rivière est aujourd’hui largement invisible, les coteaux que le vallon a érodé se sont montrés stratégiques au cours de l’histoire de la ville. En effet, le vallon a permis la formation naturelle d’un promontoire qui fut utilisé pour la construction d’un château fort, qui en fut séparé après le percement des fossés et qui deviendra le château que l’on connaît actuellement à partir de la Renaissance. Par ailleurs, le vallon s’est montré contraignant lors de la construction de la ligne Paris-Tours au cours du XIXe siècle, nécessitant un ouvrage d'art pour le franchir.

## Histoire
Pendant le Pléistocène, le processus de sculpture du site s'est principalement déroulé, avec près de 60 millions d'années nécessaires à la formation du calcaire de Beauce, et environ 80 millions d'années en comptant le temps de dépôt marin de la craie.
Selon les travaux du Comité départemental de la protection de la nature et de l'environnement (CDPNE) du Loir-et-Cher, le val de l’Arrou a lui été façonné après la fin de la dernière ère glaciaire (Pléistocène), il y a un peu moins de 12 000 ans. Son écoulement semble avoir été facilité par des failles ayant affecté la couche sédimentaire du sol, permettant à terme de former un ruisseau rejoignant la Loire.
Dans son état de ruisseau, l’Arrou avait deux affluents :
- le ruisseau de la Mare, rapidement asséché et qui correspond aujourd'hui à la rue de la Mare[7] ;
- le ruisseau des Mées, rédirigé vers la Loire après la construction en 1857 de la levée des Tillières[8].

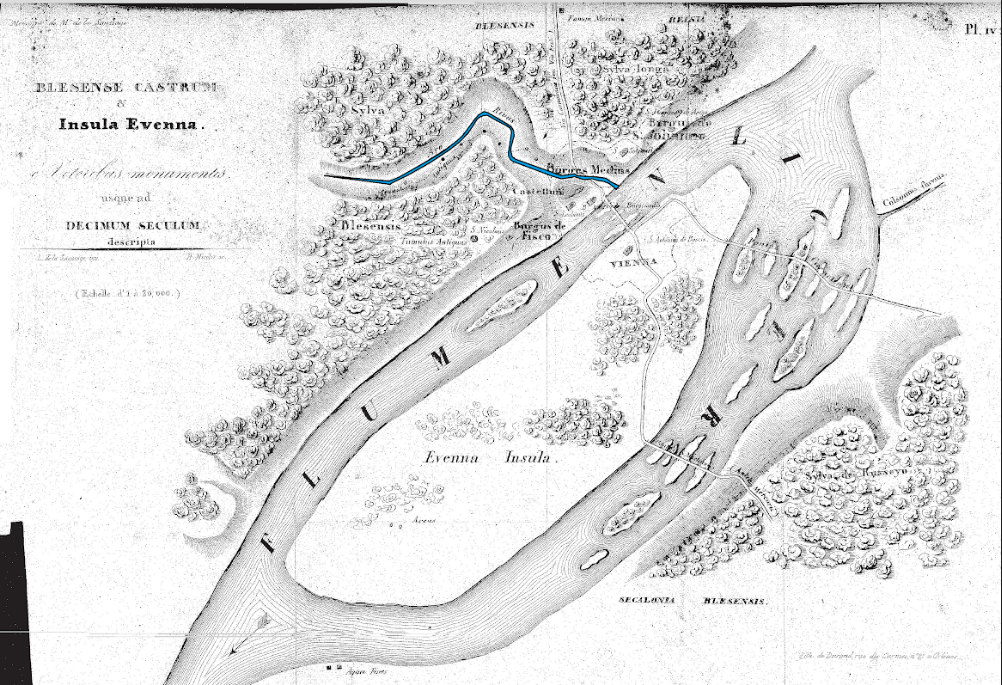
L’Aro rivus sur une carte de Blois au Moyen Âge

Depuis l’installation des Romains à Blois, le petit val ainsi que le promontoire ont servi de campement permanent. Appelé à cette époque Aro rivus (où rivus signifie « rivière » en latin), il s’agit d’un petit ruisseau bordé d’habitations. Jusqu’au Moyen Âge, la rivière coule à ciel ouvert de sa source à sa confluence, et traverse le centre-bourg de Blois en son centre, avec quelques ponts. Au fil des siècles cependant, les habitants ont pris l’habitude de jeter leurs déchets à même la rivière, augmentant les conditions d’insalubrité dans la cité et provoquant des épisodes récurrents d’engorgement, comme par exemple en 1512 lorsque la Grande-rue s’est retrouvée inondée.
À partir du XVIe siècle, alors que Blois devient subitement la résidence du roi de France avec l’avènement de Louis XII en 1498, l’Arrou est peu à peu recouvert, de manière générale aux frais des Blésois, en particulier le long de la Grande-rue jusqu’à la Loire. Après l’arrivée du Régiment Royal-Comtois au château de Blois en 1789, leurs eaux usées ont pollué l’eau du ruisseau à un tel point que les échevins décidèrent de démonter les remparts, la Porte Côté (proche du château) ainsi que la tour qui y était accolée afin d’en réutiliser les briques pour recouvrir l’Arrou. La rivière est couverte sur la place du Puis-du-Quartier (actuel place Victor-Hugo) en 1813. Il ne restait alors qu’une portion à l’air libre, entre la rue des Trois-Clés et la rue du Poids-du-Roi, qui est recouverte à son tour en 1850,.
Son histoire est loin d’être unique en France : par exemple, à Paris, la Bièvre fut totalement canalisée puis couverte juste avant la Première Guerre mondiale, au début du XXe siècle.
Les bombardements subis par la ville au cours de la Seconde Guerre mondiale ont également détruits les tunnels initiaux couvrant l’Arrou, mais la rivière a de nouveau été recouverte sur le même tracé dans le cadre des reconstructions d’après-guerre, mais également jusqu’à l’actuel parc de l’Arrou.
Entre 1967 et 1968, la ville de Blois a envoyé une équipe pour explorer les galeries souterraines et y installer de nouvelles canalisations au niveau de l’ancienne Grande-rue, laissant un tunnel libre d’eau alors dénommé « ancien Arrou ».
En 2023, la ville de Blois a décidé de créer un « fil d'eau » entre le carré Saint-Vincent et la place Victor-Hugo pour rappeler en surface le tracé du cours de l'Arrou.